# Wellesaurus peabodyi
Il wellesauro (Wellesaurus peabodyi) è un anfibio estinto, appartenente ai temnospondili. Visse nel Triassico inferiore (Olenekiano, circa 248 – 247 milioni di anni fa) e i suoi resti fossili sono stati ritrovati in Nordamerica (Arizona).

## Descrizione
Come tutti gli animali simili (capitosauri), Wellesaurus possedeva un grande cranio piatto, di forma più o meno triangolare se visto dall'alto. Il cranio poteva superare i 40 centimetri di lunghezza e l'animale intero doveva superare i 2 metri. Le orbite erano relativamente piccole e si aprivano a circa due terzi del cranio. Wellesaurus mostra un miscuglio di caratteristiche basali e derivate. 
Tra le prime sono da ricordare le vacuità palatali reniformi, come nei più antichi tra gli stereospondili; una fila di denti transvomerini dritta e la presenza di una fila di denti parasinfisale; l'area postglenoide della mandibola particolarmente allungata.
Tra le caratteristiche derivate, sono invece da ricordare le corna tabulari dirette lateralmente, che andavano quasi a chiudere l'incisura otica; una crista falciformis dell'osso squamoso fortemente sviluppata, che andava a incrociare il tabulare; postorbitale fortemente uncinato; esoccipitale a contatto con lo pterigoide ventralmente; coane strette; assenza di forame stapediale; jugale quasi escluso dal margine laterale dell'orbita.

## Classificazione
Questo animale venne descritto per la prima volta nel 1965 da Welles e Cosgriff, sulla base di fossili ritrovati nella formazione Moenkopi in Arizona. Gli studiosi attribuirono i fossili a una nuova specie del genere Parotosaurus (P. peabodyi), poiché all'epoca qualunque capitosauro dall'incisura otica aperta era solitamente riferito a quel genere. Pochi anni dopo questa specie venne attribuita a un genere nordamericano, Stanocephalosaurus (Ochev, 1969), ma fu solo nel 1971 che Lehman istituì il genere Wellesaurus, considerato più derivato di Parotosaurus nel grado di chiusura dell'incisura otica. 
Attualmente Wellesaurus è considerato un capitosauro piuttosto derivato, forse vicino all'origine dei Mastodonsauridae (Maganuco et al., 2009). Al genere Wellesaurus è stata attribuita anche un'altra specie (W. africanus), di poco più recente e proveniente dall'Africa (Damiani, 2001), ma attualmente questa specie è considerata distinta in un genere a sé, Xenotosuchus.